# Centro Tecnico Federale Luigi Ridolfi
Il Centro Tecnico Federale "Luigi Ridolfi", noto come Centro Tecnico di Coverciano o ancor più brevemente come Coverciano per via della zona in cui sorge, è un centro sportivo di Firenze di proprietà della Federazione Italiana Giuoco Calcio.
La struttura ospita gli allenamenti della nazionale A maschile, motivo per cui il termine "Coverciano" è passato a indicare per antonomasia il ritiro della nazionale, oltre a gran parte delle attività della nazionale A femminile, delle selezioni giovanili sia maschili sia femminili, le sedi del Settore Tecnico federale, dell'Associazione Italiana Allenatori Calcio, del Comitato Regionale Toscana della Lega Nazionale Dilettanti, del Comitato Regionale Arbitri della Toscana e della sezione di Firenze della Associazione Italiana Arbitri.
Il centro d'allenamento, al cui interno ha sede anche il Museo del Calcio, si trova in via Gabriele D'Annunzio 138, nel Quartiere 2 - Campo di Marte.

## Storia

### Progettazione e costruzione
Il Centro Tecnico Federale (CTF) prese vita grazie al vicepresidente della FIGC, il marchese Luigi Ridolfi Vay da Verrazzano, già presidente federale e dell'Associazione Calcio Fiorentina, e a Dante Berretti, allora presidente della IV Serie.
Ridolfi aveva scelto la Toscana come sede della struttura, in quanto equidistante da nord e sud del Paese, e quindi «di tutti». Dopo una prima valutazione di alcuni appezzamenti siti nei pressi di Arezzo e Montecatini Terme, la scelta del luogo di realizzazione del centro tecnico cadde sul quartiere fiorentino di Coverciano, nel quale la FIGC acquistò i terreni in data 29 marzo 1952 (a seguito di delibera del Consiglio Federale dell'8 maggio 1951). A distanza di circa un anno cominciarono i lavori, che furono ultimati nell'ottobre 1957: la progettazione fu a opera degli architetti Francesco Tiezzi e Arnaldo Degli Innocenti che si ispirarono allo stile delle ville medicee tipiche delle colline fiorentine, mentre la direzione dei lavori fu affidata all'ingegnere Giuseppe Paladini, coadiuvato dal Tiezzi. Per questo dominarono i colori rosso pompeiano, giallo e verde, e un anello di cipressi e un giardino all'italiana circondarono i campi di gioco. Il marchese Ridolfi aveva ideato il centro come "polifunzionale", puntando sul calcio ma senza tralasciare le altre discipline; infatti, a lavori ultimati il centro ebbe una superficie di 80000 m² comprendente: tre campi da calcio (dei quali uno riservato alla nazionale «giovanile» e una alla nazionale A), una pista di 400 m per l'atletica leggera, una palestra coperta utilizzabile per la ginnastica artistica, pallacanestro e pallavolo, una palestra seminterrata per il pugilato e la scherma, una piscina scoperta con fossa per i tuffi e trampolino regolamentare, due campi da tennis regolamentari con terreno in «tennisolite». Gli edifici del centro, invece, comprendevano un nucleo uffici e scuola con sala a emiciclo da 150 posti, un gruppo alberghiero con biblioteca, sala di soggiorno e refettorio per 100 persone, bar e ventiquattro camere a due posti. Il costo totale del centro fu di 850000000 L. Non ancora inaugurato, nel maggio del 1958 il Ridolfi stava già adoperandosi per progettare un ampliamento del centro, tanto da raddoppiarne le dimensioni, ma l'idea non ebbe seguito per la sopravvenuta morte del marchese il 31 maggio.

### I primi decenni

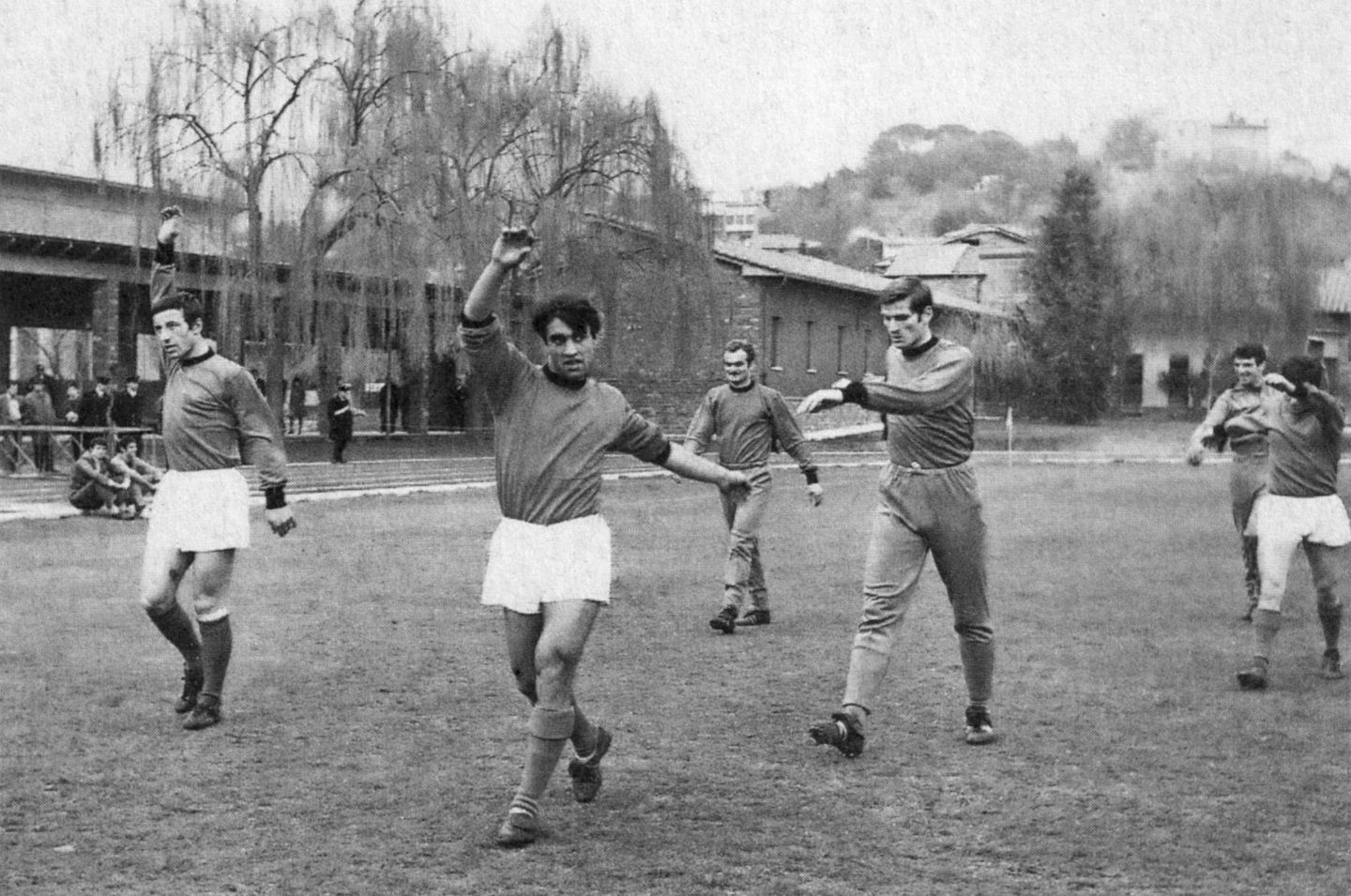
Gli azzurri in allenamento a Coverciano nel 1969.

A metà del 1958 il nuovo centro tecnico ospitò il primo corso per istruttori scelti di calcio. Il 28 ottobre invece la nazionale A si ritrovò per la prima volta nell'impianto, per svolgere la preparazione per l'amichevole del successivo 9 novembre a Colombes contro la Francia. Il giorno seguente venne disputato, sull'allora "Campo A" del centro, una prima partita degli Azzurri contro la nazionale italiana «giovanile».
Il 6 novembre 1958, in occasione del sessantenario della FIGC, l'allora commissario straordinario della Federcalcio Bruno Zauli inaugurò l'impianto, intitolato "Centro Tecnico Federale Luigi Ridolfi" in onore del cofondatore deceduto nello stesso anno e al quale venne scoperta una lapide commemorativa, alla presenza di numerose autorità, tra le quali l'arcivescovo di Firenze card. Elia Dalla Costa, Dante Berretti, i presidenti delle società di Serie A e delle altre divisioni, oltre ai calciatori della nazionale A e di quella «giovanile». Ottavio Baccani fu il primo direttore del centro, ricoprendo questo ruolo fino alla morte, sopravvenuta nel 1968.
Da Roma, nel 1959 il Settore Tecnico della federazione trasferì nel centro la propria sede.
Il centro tecnico non venne scelto dalla Federcalcio quale sede del ritiro della nazionale A maschile in preparazione al campionato del mondo 1962, poiché gli Azzurri si allenarono a San Pellegrino Terme. Quattro anni più tardi invece la nazionale A, sotto la guida tecnica di Edmondo Fabbri, effettuò per la prima volta a Coverciano una parte della preparazione a un campionato mondiale, che si sarebbe svolto in Inghilterra nel luglio del 1966: dopo un primo ritiro svolto ad Asiago, la preparazione si concluse a Firenze.
Nel 1968 l'Italia ospitò per la prima volta la fase finale (allora con la formula della Final Four) del campionato europeo di calcio; gli Azzurri di Ferruccio Valcareggi, padroni di casa e futuri vincitori del titolo continentale, svolsero il ritiro di preparazione a Coverciano, spostandosi nei giorni del torneo al Centro nazionale di Pugilato di Fiuggi, poiché gli incontri dell'Italia si sarebbero disputati a Napoli e Roma. Grazie a un accordo tra la FIGC e la Federcalcio jugoslava, durante il torneo il centro Ridolfi fu utilizzato dalla Jugoslavia, che giocava al Comunale di Firenze la propria semifinale.
L'anno dopo si radunò per la prima volta a Coverciano anche la neonata nazionale maschile Under-21. Sempre nel 1969, vi fu anche il primo evento ufficiale dell'UEFA svolto nel centro tecnico, consistente in un corso per arbitri "élite".
Sempre durante la gestione Valcareggi, la nazionale A svolse parzialmente a Coverciano anche i ritiri di preparazione per i mondiali di Messico 1970 e di Germania Ovest 1974: nel 1970, al centro tecnico si svolse la prima parte del ritiro, per poi spostarsi a Castel Fusano; nel 1974, invece, vi fu la rifinitura degli allenamenti in precedenza svolti nel centro sportivo dell'Inter ad Appiano Gentile.
Negli anni settanta iniziano le prime migliorie alla struttura e la nascita di nuove sezioni della Federcalcio: nell'ottobre 1970 venne inaugurato un campo di calcio con superficie in tartan turf, il primo del genere in Europa in erba sintetica; quattro anni dopo venne invece istituito il Reparto Medico (denominato Sezione Medica dal 1983), con il compito di sovrintendere all'organizzazione sanitaria della Federazione; Nel 1977 venne istituita una sezione per lo sviluppo e la promozione del Nucleo Addestramento Giovani Calciatori (rinominata anch'essa dal 1983 Sezione per lo Sviluppo del Calcio Giovanile e Scolastico).
Sul piano sportivo, con Enzo Bearzot alla guida della nazionale A dal 1975, gli Azzurri prepararono, per circa un decennio, tutte le fasi finali dei principali tornei lontano da Coverciano. La preparazione al mondiale di Argentina 1978 avvenne a Roma; il campionato d'Europa 1980, svolto in Italia, fu preparato a Pollone e qui la nazionale ebbe la sua prima parte di ritiro durante lo svolgimento del torneo, per trasferirsi infine a Fregene negli ultimi giorni; il mondiale di Spagna 1982, che consegnò all'Italia il terzo titolo, venne interamente preparato ad Alassio; per il campionato del mondo 1986, disputato in Messico, il ritiro fu a Roccaraso.

### L'ampliamento del centro tecnico
Negli anni settanta la Federazione si era adoperata per un ampliamento del centro tecnico e, il 17 gennaio 1979, il Comune di Firenze e la FIGC stipularono una convenzione con la quale il comune acquisiva le aree necessarie per l'ampliamento, in adiacenza al CTF, cedendone alla Federcalcio il diritto di superficie in cambio della realizzazione di un impianto sportivo per il quartiere di Coverciano (i campi Romagnoli), oltre alla realizzazione di una nuova viabilità pubblica nella zona.
Il 14 agosto 1983, nell'aula magna del centro venne allestita la camera ardente dell'allora presidente dell'UEFA e vicepresidente della FIFA Artemio Franchi, deceduto due giorni prima a seguito di un incidente stradale avvenuto nei pressi di Siena; per l'ultimo saluto al dirigente italiano, che era stato in passato anche presidente della Federcalcio, accorsero a Coverciano numerosi esponenti di spicco del calcio mondiale, tra i quali il presidente della FIFA João Havelange.
Ma è nel 1984, quando il centro tecnico ricevette la prima visita da parte di un presidente del Consiglio dei ministri, Bettino Craxi, che si ebbe un impulso ai lavori di ampliamento: quel giorno Craxi annunciò che l'Italia aveva ottenuto l'assegnazione ad ospitare il campionato del mondo 1990. Con i fondi previsti per il mondiale da svolgersi in casa si decise anche di creare nell'ampliamento del centro tecnico un museo del calcio italiano, su interessamento di Fino Fini ex medico della nazionale A maschile. Alcune modifiche alla convenzione furono introdotte nel 1986, mentre i lavori di ampliamento iniziarono nel 1989, su progetto dell'architetto Franco Di Ferdinando, per terminare l'anno dopo: vennero inaugurati due nuovi campi di allenamento e venne inglobato, all'interno del centro tecnico federale ampliato, un tratto della via del Gignoro.
In precedenza, il 19 ottobre 1986, aveva fatto visita alla struttura papa Giovanni Paolo II, in quei giorni in visita pastorale nel capoluogo toscano.
Il centro, che nel 1988 era tornato ad ospitare parzialmente una preparazione degli Azzurri per un torneo importante (l'europeo in Germania Ovest), fu la sede del ritiro della nazionale A in preparazione al mondiale italiano del 1990; dal 6 maggio al 5 giugno ospitò l'Italia in un clima esterno di contestazione: i tifosi della Fiorentina avevano fatto scoppiare una guerriglia urbana in città per la cessione di Roberto Baggio alla Juventus da parte della società viola, con gli scontri che arrivarono fino all'esterno del centro federale, dove Baggio era in ritiro con la squadra. La notte del 18 maggio vi fu anche un assalto degli ultras viola alla struttura di Coverciano, con il tentativo fallito di entrare all'interno del centro tecnico. Prima dell'inizio del torneo, il ritiro dell'Italia si spostò a Marino, in quanto la nazionale avrebbe sempre giocato, fino alle semifinali, allo stadio Olimpico di Roma.
Nei mesi precedenti il campionato del mondo 1994, pur non svolgendo la nazionale A il ritiro di preparazione al torneo nel centro tecnico, Coverciano risaltò su tutti i media per una partita di allenamento svolta il 6 aprile di quell'anno contro il Pontedera. L'Italia, guidata da Arrigo Sacchi, perse contro i toscani, che militavano allora nel campionato di Serie C2, con il punteggio di 1-2. Per gli ultimi due grandi tornei degli anni novanta, l'europeo di Inghilterra 1996 e il mondiale di Francia 1998, il ritiro di preparazione al torneo della nazionale A avvenne solo nel secondo caso.
Il 22 maggio 2000 è il giorno in cui la nazionale A si radunò nel centro per il ritiro di preparazione al campionato d'Europa 2000 in Belgio e Paesi Bassi, ma fu soprattutto la data di apertura del Museo del calcio (la cui "fondazione" era stata creata nel 1996), con una cerimonia di inaugurazione svolta a Palazzo Vecchio alla presenza dell'allora Ministro per i beni culturali, Giovanna Melandri, e delle massime autorità federali e civili. Il museo, realizzato in una cascina abbandonata ai margini del Centro Tecnico Federale, ebbe inizialmente una superficie di 800 m² per l'esposizione di trecento cimeli, e un costo totale di 1500000000 L., utilizzati dall'attivo dei fondi di Italia 1990.
Il diritto di superficie dell'area in ampliamento venne ceduto alla Federcalcio nel 2003 che, solo due anni più tardi, chiese e ottenne dal Comune di Firenze la vendita dell'area in questione divendone a tutti gli effetti proprietaria.
Il 3 novembre 2005, il centro tecnico fu nuovamente utilizzato come camera ardente a seguito della morte, avvenuta il giorno prima, dell'ex commissario tecnico Ferruccio Valcareggi.

### Le ristrutturazioni negli anni duemiladieci
Nel periodo 2012-2018 sono stati ristrutturati sia alcuni impianti dell'area sportiva (installazione di manto erboso artificiale, dotazione di stanza per il Video Assistant Referee) sia alcune parti direzionali del centro (ristorante, auditorium, sezione medica, uffici degli staff tecnici), oltre alla realizzazione di una nuova palestra (2014). Nello stesso periodo, tre dei cinque campi di allenamento sono stati intitolati, con una cerimonia pubblica, alla memoria di Fabio Bresci (presidente per venti anni del Comitato Regionale Toscano), Enzo Bearzot (C.T. della nazionale campione del mondo nel 1982) e Vittorio Pozzo (C.T. vincitore dei mondiali di Italia 1934 e di Francia 1938, nonché dell'oro olimpico a Berlino 1936).
Nel 2018 nacque il Centro permanente VAR, per la formazione degli arbitri internazionali, e a Coverciano si prepararono i 36 arbitri e i 63 assistenti del campionato del mondo 2018, torneo nel quale l'Italia non si qualificò. Nello stesso anno, il 7 marzo il centro tecnico ospitò per la terza volta nella sua storia una camera ardente, quella di Davide Astori allora calciatore azzurro e capitano della Fiorentina, deceduto il 4 marzo a Udine nella notte che precedeva un incontro di campionato; nella palestra del centro, quel giorno resero omaggio alla salma circa dodicimila persone, tra le quali i compagni di squadra nel club e nella nazionale, oltre a numerosi dirigenti del calcio italiano.
Durante la prima ondata della pandemia di COVID-19, nell'aprile 2020 la FIGC mise a disposizione la struttura alberghiera del centro per ospitare pazienti positivi al SARS-CoV-2, come degenza dopo la dimissione degli stessi dagli ospedali della zona, in collaborazione con il Comune di Firenze e l'azienda sanitaria locale di competenza.
Il 10 aprile 2021 la nazionale A femminile disputò nel centro federale la sua prima gara ufficiale, contro l'Islanda, terminata con il risultato di 1-0 in favore delle Azzurre. Tre giorni dopo, lo stadio Enzo Bearzot, ospitò una nuova amichevole tra le padrone di casa e le islandesi, terminata in questo con il punteggio di 1-1.
Per celebrare il 60º anniversario del campionato europeo di calcio, l'UEFA ne istituì la sedicesima edizione – la cui fase finale era in programma per il 2020 – senza una federazione organizzatrice, bensì distribuendone gli incontri tra 11 Paesi. Il torneo fu rinviato di un anno a causa della pandemia di COVID-19 e a Roma furono assegnate le partite di un girone, nel quale venne inserita l'Italia. Per questi motivi, la nazionale A dopo un preritiro a Santa Margherita di Pula, svolse a Coverciano il tradizionale ritiro di preparazione e gli allenamenti durante tutto il torneo. In quei giorni venne realizzato anche il docufilm Sogno Azzurro, che ripercorreva il cammino vincente della nazionale dall'esordio nel torneo a Roma con la Turchia fino alla finale di Londra contro l'Inghilterra, che consegnò agli Azzurri il secondo titolo europeo: una troupe televisiva visse per un mese insieme alla squadra nel centro tecnico e durante le trasferte di gara; realizzato con la collaborazione della FIGC, il docufilm fu disponibile sulle piattaforme streaming di RaiPlay e Netflix.
Anche il ritiro di preparazione al campionato d'Europa 2024 in Germania fu svolto interamente a Coverciano.

## Strutture
(Luigi Ridolfi Vay da Verrazzano)
Il centro, che si sviluppa per oltre 103000 m², dispone di impianti per la pratica del calcio (quattro campi regolamentari, tra i quali due piccoli stadi, e uno ridotto), calcio a 5 (un campo), sport acquatici (una piscina scoperta), tennis (due campi), atletica leggera (una pista), una palestra, oltre a numerosi edifici che ospitano sedi istituzionali federali, uffici, foresterie, ristorante, sale e auditorium, per oltre 8000 m² di superficie utile.

### Area sportiva

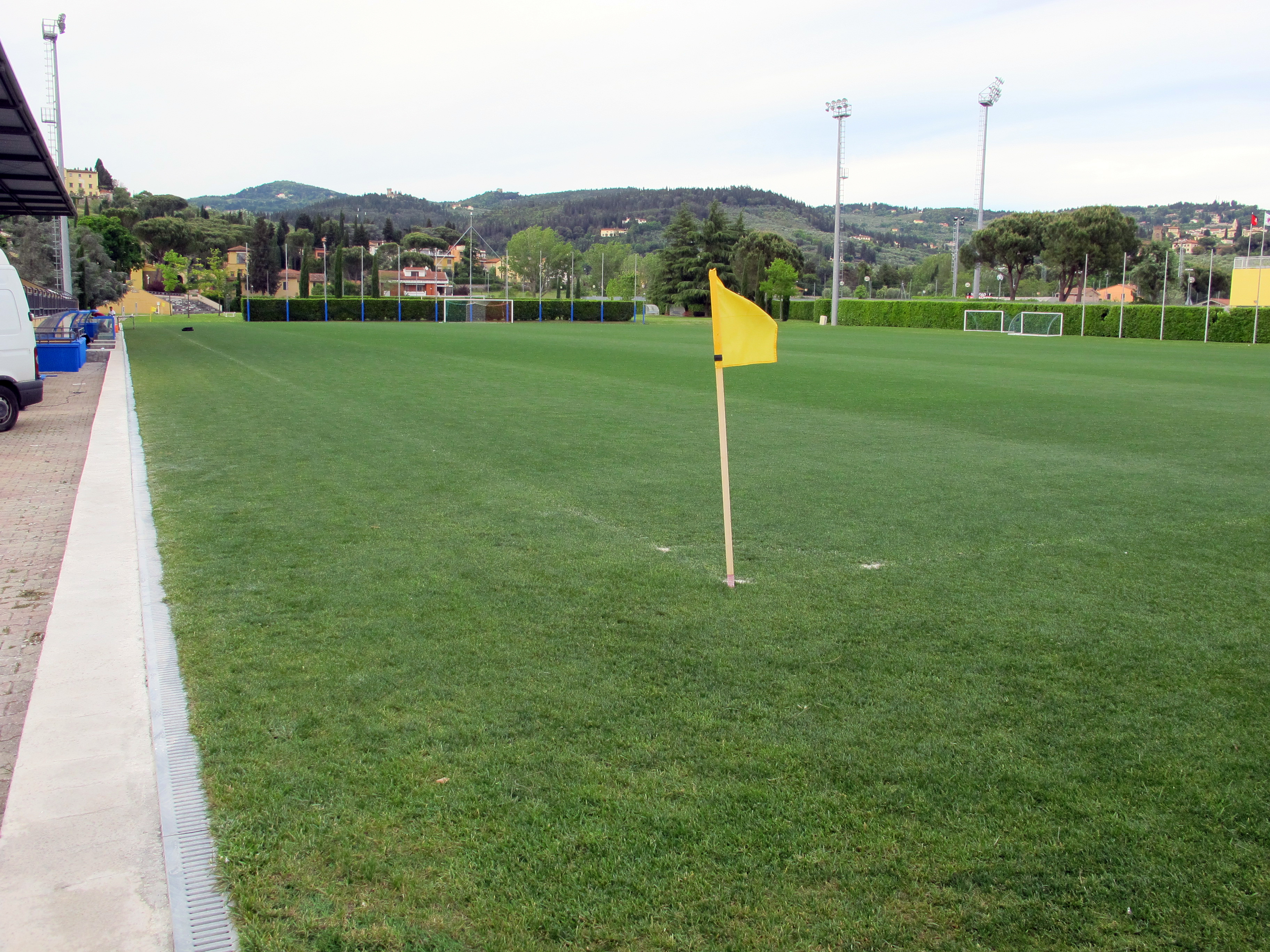
Il campo 2 "Enzo Bearzot", nel 2014.

L'area sportiva del Centro Tecnico Federale comprende i seguenti campi di gioco:
- Quattro campi da calcio regolamentari:
  - Campo 1 "Fabio Bresci":[14] campo (dimensioni 105 × 65 m) con manto in erba naturale rinforzata di ultima generazione (dal 2016, Football Green Live produzione Sofisport)[74] e tribuna scoperta[10] da 425 posti a sedere. È utilizzato per allenamenti e amichevoli delle nazionali giovanili;[14]
  - Campo 2 "Enzo Bearzot":[14] campo (dimensioni 105 × 65 m) con manto in erba sintetica (modello Bio Surface, sempre della Sofisport)[74] e tribuna coperta[14] da 679 posti a sedere. Sotto la tribuna sono collocati quattro spogliatoi squadre - di dimensioni maggiori - e quattro spogliatoi per istruttori o giudici di gara - di dimensioni minori - oltre a due magazzini, un'infermeria e un'ulteriore stanza dotata di simulatore Video Assistant Referee (VAR), utilizzata off-line dagli arbitri della Commissione Arbitri Nazionale per gli allenamenti.[14] Il simulatore VAR del centro venne utilizzato anche per l'allenamento dei direttori di gara scelti per il campionato del mondo 2018;[14]
  - Campo 3 "Vittorio Pozzo", ex "Centrale":[14] campo (dimensioni 105 × 68 m) con manto in erba naturale[74] dotato di sistema di irrigazione e di un edificio adiacente al cui interno vi sono tre spogliatoi, sauna, criosauna e vasca idromassaggio – oltre a un ambulatorio, un ufficio e una sala massaggi.[14] Attorno al campo sorge, dal 2017, una pista di atletica leggera in erba artificiale (modello Bio Surface, sempre della Sofisport)[74] formata da quattro corsie.[10] È il campo più utilizzato, per allenamenti e amichevoli, dalle nazionali maggiori;[10]
  - Campo 4: campo (dimensioni 105 × 68 m)[14] in erba naturale (ultimo rifacimento nel 2017 a cura di Galardini Sport);[74]
- Un campo da calcio a 9:
  - Campo 5:[10] campo (dimensioni 68 × 44 m), con manto in erba artificiale di ultima generazione,[14] utilizzato principalmente per le lezioni pratiche della scuola allenatori;
- Un campo da calcio a 5 (dimensioni 41 × 20 m), con manto in erba sintetica,[14] alle cui spalle è stato realizzato nel 2021 un muro in cemento (misure 8 × 3 m) per l'allenamento dei portieri;[75]
- Una piscina scoperta (dimensioni 25 × 15 m);[14]
- Due campi da tennis in erba artificiale.[10]

### Area direzionale

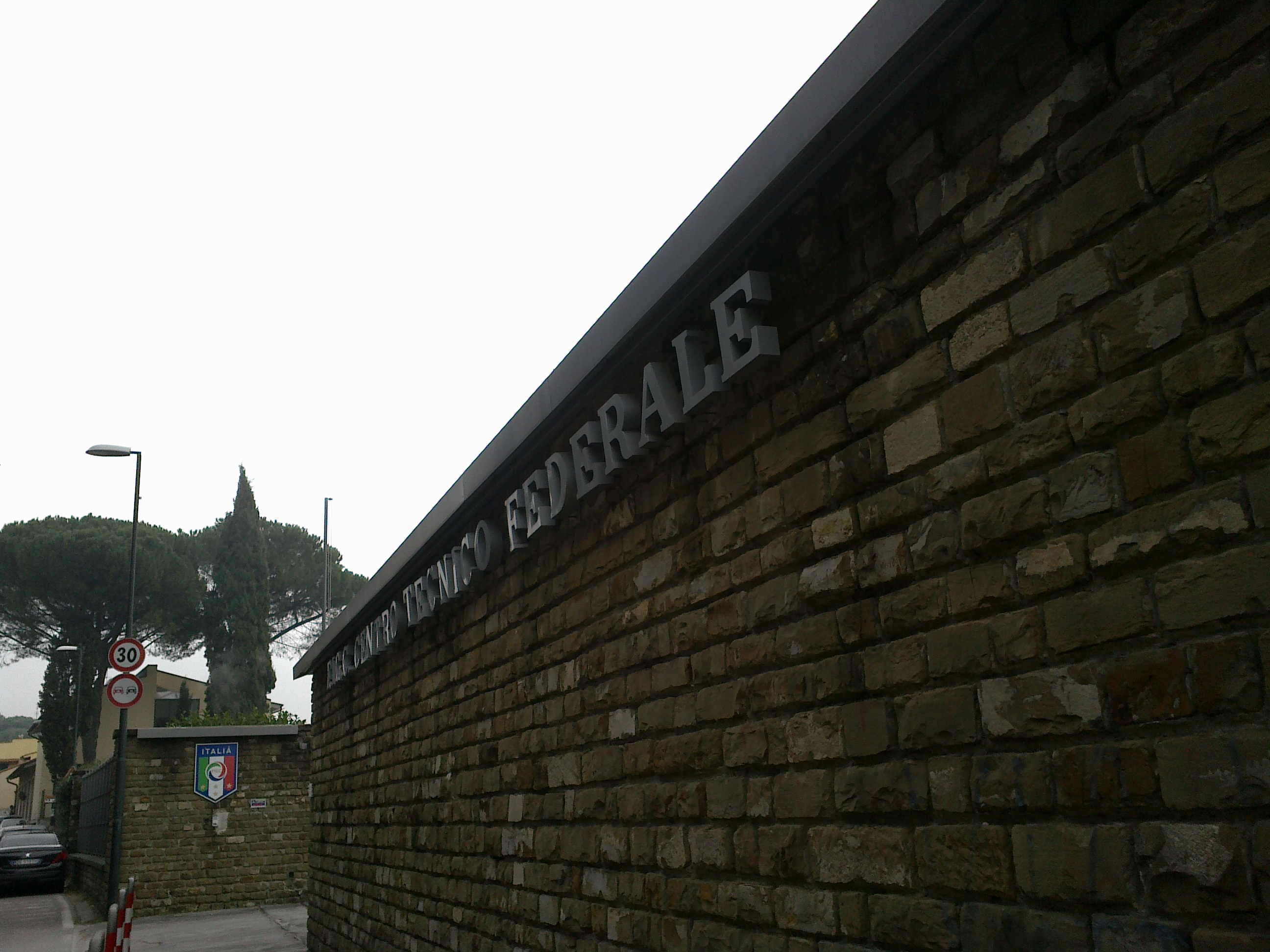
L'ingresso al CTF, lato destro del muro, dal viale Gabriele d'Annunzio.

L'area direzionale del Centro Tecnico Federale comprende i seguenti edifici:
- Un auditorium:[14] inaugurato nel maggio 2018 nella parte del fabbricato in cui sorgeva la vecchia palestra, edificata nel 1973.[5] La struttura, da 200 posti, esternamente si presenta in stile neoliberty[76] e al piano sottostante vi sono tre aule, due spogliatoi, due magazzini e una palestra per il "Laboratorio di metodologia dell'allenamento" del Settore Tecnico, per poter effettuare le ricerche sperimentali in ambito calcistico;[14]
- Un edificio principale, che include:[76]
  - L'aula magna "Giovanni Ferrari:[10] aula da 148 posti, utilizzata per seminari, convegni e conferenze stampa;[77]
  - La sala "Renzo Righetti":[10] sala da 25 posti utilizzata per riunioni, dispone di ledwall per la proiezione di video, immagini o slide;[14]
  - La biblioteca: contiene circa 3500 opere tra libri, articoli, saggi e tesi dei precedenti corsi della scuola allenatori federale, riguardanti tutti gli aspetti dello sport e del calcio in particolare;[14]
  - La "Sezione Medica": ristrutturata anch'essa nel 2018, dispone di una sala per la fisioterapia, due ambulatori, un ufficio direzionale, una segreteria e un archivio;[10]
  - Un ristorante: la struttura dispone di spazi per circa 150 coperti;[78]
  - Un bar;[14]
- Un edificio alberghiero, che comprende:
  - Un hotel: la struttura dispone di 54 camere doppie[77] e ospita, oltre ai calciatori delle nazionali, anche addetti del mondo del calcio (arbitri, dirigenti di FIGC, CONI, UEFA e FIFA), club calcistici italiani o internazionali, ecc.;[79]
  - La sala "Azeglio Vicini":[79] sala da 46 posti collocata all'interno dell'albergo;[79]
- La palazzina "Ferruccio Valcareggi":[14] dall'autunno del 2018 sede degli uffici degli staff tecnici delle nazionali maggiori maschile e femminile.[14]
- La palestra:[10] inaugurata nel 2014[8] e collocata tra il campo 4 e il campo Pozzo, al suo interno vi sono moderne attrezzature utilizzate sia dai calciatori in ritiro sia dagli allievi della scuola allenatori;[14]
- L'edificio sede dell'Associazione Italiana Allenatori Calcio;
- La casa colonica, chiamata Podere Gignoro, nella quale si trovano:
  - Il Museo del Calcio:[30] la struttura museale, che fa capo alla Fondazione Museo del Calcio, è un centro di documentazione storica sul gioco del calcio in Italia. È composto da sei sale nel quale si trovano numerosi cimeli della FIGC dal 1934 a oggi (palloni, medaglie, scarpe, coppe, maglie, ecc.), oltre a un centro informativo digitale con archivio di fotografie e filmati. Inoltre nel museo ha sede la Hall of Fame del calcio italiano, istituita nel 2011, con cui la FIGC premia ogni anno le leggende del calcio italiano, che a loro volta donano al Museo un loro cimelio personale;[76]
  - La sala "Mario Valitutti":[77] sala per conferenze da 150 posti;
- L'edificio sede del Comitato Regionale della Lega Nazionale Dilettanti,[29] prospiciente alla via D'Annunzio e raggiungibile direttamente dalla strada;
- L'edificio sede del Comitato Regionale Arbitri della Toscana e della sezione di Firenze dell'Associazione Italiana Arbitri,[29] anch'esso prospiciente alla via D'Annunzio e raggiungibile direttamente dalla strada.

### Aree verdi
Nelle aree verdi del centro tecnico sono presenti 357 alberi, dei quali 198 ad alto fusto e 82 di medio fusto. Le querce erano già presenti nell'area prima della realizzazione del centro e vennero mantenute durante l'edificazione della struttura. Inoltre, si trovano 2773 m di siepe di diverse specie (alloro, leccio, gelsomino, edera e bosso).

### Aree parcheggi
Nel centro tecnico sono presenti tre aree scoperte a parcheggio, senza delimitazioni di posti auto. I due parcheggi più piccoli sono ubicati in adiacenza agli edifici sedi del Comitato Regionale della Lega Nazionale Dilettanti e del Comitato Regionale Arbitri della Toscana e sezione di Firenze dell'Associazione Italiana Arbitri. Il parcheggio più grande, suddiviso in due zone, è raggiungibile dall'ingresso principale del centro.

### Opere d'arte
All'ingresso dell'edificio principale del centro tecnico è collocata, dal 1973, la scultura Il calciatore (1931), realizzata in bronzo modellato dall'artista Mario Moschi e donata alla FIGC dagli eredi.
Da giugno 2023 invece è stata installata, nelle aree verdi poste subito dopo l'ingresso nel centro, l'opera di Michelangelo Pistoletto Il calcio nella formula della creazione, composta da cento sfere in marmo che simboleggiano palloni da calcio, tutte di colori differenti a rappresentare le tante squadre di questo sport.

### Sviluppi futuri
Per un costo stimato di 15 000 000 €, il Comune di Firenze ha approvato in Consiglio Comunale il progetto "Coverciano 3.0", presentato da Federcalcio Servizi s.r.l., per l'ampliamento delle strutture del centro sportivo per ulteriori 7530 m², con 2800 m² di parcheggio. Nel dettaglio il progetto prevede:
- Ristrutturazione totale dell'ex palestra grande,[84] con eliminazione delle adiacenti piscina scoperta e campi di tennis, per realizzare un nuovo edificio per palestra e idroterapia, con copertura piana;[83]
- La copertura della tribuna del campo 1 "Fabio Bresci", recuperando un'area da utilizzare come deposito degli attrezzi da gioco e materiali per allenamenti;[83]
- Recupero del volume sottostante la tribuna del campo 2 "Enzo Bearzot", come deposito;[83]
- Realizzazione di un nuovo edificio di servizio (spazio polivalente) alla palestra, per 230 m² circa, dal quale si prevede un nuovo ingresso, funzionale a ospitare punto ristoro, servizi igienici, piccolo deposito;[83]
- Ampliamento dell'area ristorante, per nuovi 150 m²;[84]
- Ampliamento della struttura alberghiera, per nuovi 1020 m² corrispondenti a 18 ulteriori camere;[84]
- Parcheggio su due livelli, per 139 posti auto totali.[84]

## Utilizzo

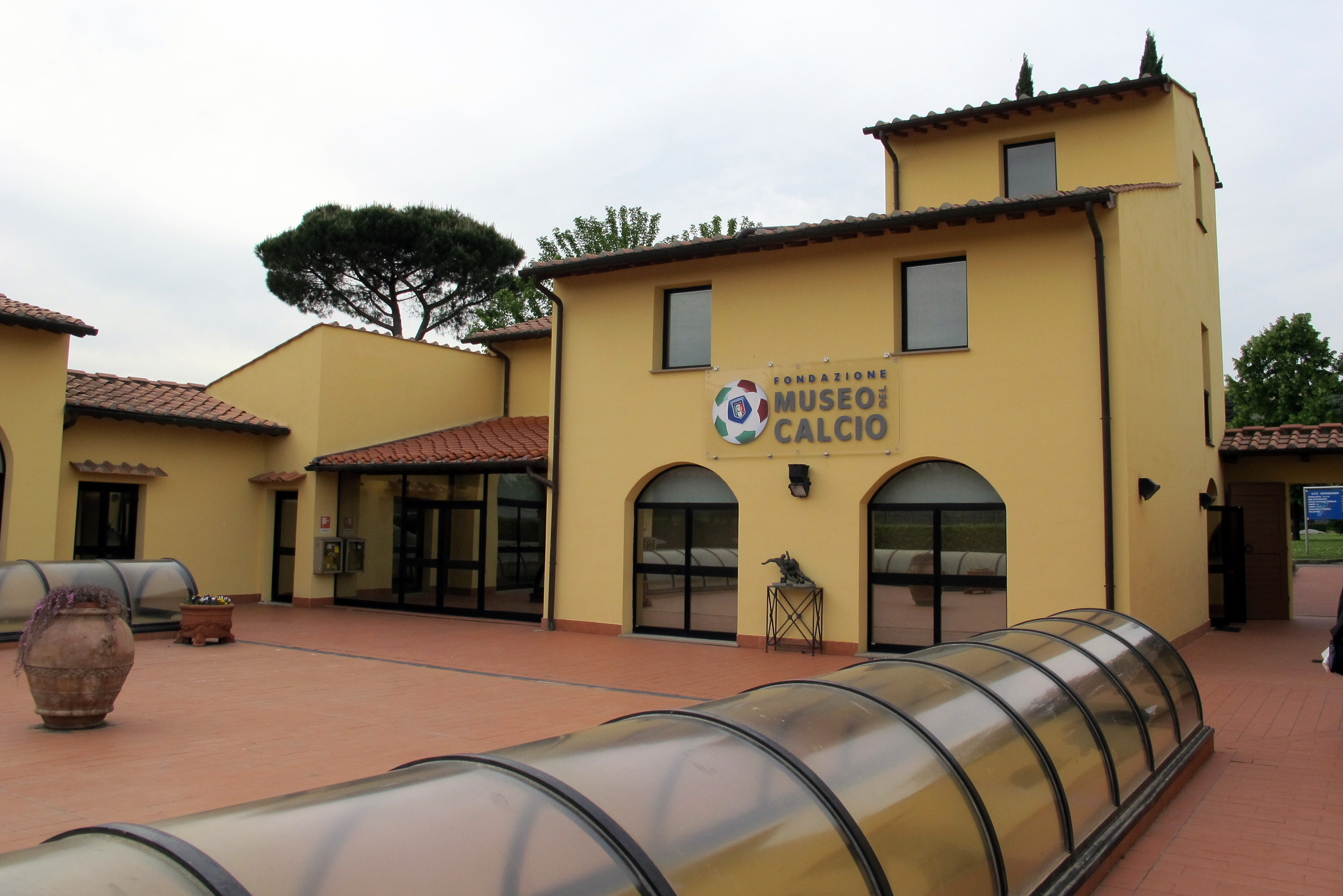
Il Museo del Calcio.

Nel Centro Tecnico Federale di Coverciano hanno sede, oltre al Museo del calcio: gli uffici del Settore Tecnico, l'Associazione Italiana Allenatori Calcio, il Comitato Regionale della Lega Nazionale Dilettanti, il Comitato Regionale Arbitri della Toscana e la sezione di Firenze dell'Associazione Italiana Arbitri.
Inoltre la struttura è colloquialmente definita la «Casa degli Azzurri», poiché sede per i raduni e gli allenamenti della nazionale A maschile (dal 1958), dell'Under 21 (dal 1969), di tutte le altre rappresentative giovanili, della nazionale militare, della nazionale di calcio a 5 maschile, della nazionale A femminile e di tutte le altre rappresentative giovanili femminili. Si calcola ad esempio che, nel 2018, siano stati effettuati nel centro 374 allenamenti delle varie selezioni.
Inoltre la struttura ospita alcuni incontri ufficiali delle selezioni giovanili maschili (dal 2003), delle selezioni giovanili femminili (dal 2013) e, nel 2021, vi è stato svolto il doppio incontro amichevole della nazionale A femminile con l'Islanda.
Un altro appellativo che viene attribuito al centro è quello di «Università del Calcio», in quanto ospita i corsi di maggiore livello per il mondo professionistico del calcio. A Coverciano sono infatti tenuti corsi per direttore sportivo, allenatore professionista UEFA Pro e UEFA A, allenatore di calcio a 5 di primo livello, preparatore atletico, osservatore calcistico, corsi di specializzazione per allenatore dei portieri e corsi per match analyst.
La struttura è aperta infine a numerose iniziative sportive, non necessariamente calcistiche, nelle quali sono organizzati tornei con squadre giovanili e non, visite guidate al Museo del Calcio, pranzi presso il ristorante. Sono spesso ospiti del centro anche squadre di club, nazionali e internazionali e addetti del mondo del calcio (arbitri, dirigenti di FIGC, CONI, UEFA e FIFA). Per i membri di società sportive è anche possibile soggiornare presso l'hotel. Coverciano ospita anche incontri aziendali, avendo ampia disponibilità di sale meeting e posti letto.